# Zuwanderungsgesetz
Das Zuwanderungsgesetz, umgangssprachlich auch Einwanderungsgesetz genannt, (Gesetz zur Steuerung und Begrenzung der Zuwanderung und zur Regelung des Aufenthalts und der Integration von Unionsbürgern und Ausländern) ist ein Artikelgesetz, mit dem das Ausländerrecht in der Bundesrepublik Deutschland mit Wirkung zum 1. Januar 2005 neu gestaltet wurde. Es enthielt die Erstfassungen des Aufenthaltsgesetzes und des Freizügigkeitsgesetzes/EU, welche das zuvor geltende Ausländergesetz und das Aufenthaltsgesetz/EWG ersetzten. Auch einige Paragraphen in anderen Gesetzen wurden geändert.
Das Zuwanderungsgesetz wurde am 5. August 2004 verkündet (BGBl. I S. 1950) und trat am 1. Januar 2005 in Kraft. Diskussionen und politische Auseinandersetzungen hierzu fanden in Deutschland in den Jahren 2001 bis 2004 (Kabinett Schröder I und II) statt.

## Neuregelungen

### Gliederung des Gesetzes

#### Schaffung des Aufenthaltsgesetzes
Die wichtigste Neuregelung ist das mit Artikel 1 des Zuwanderungsgesetzes neu eingeführte Aufenthaltsgesetz. Es ersetzt das Ausländergesetz von 1965 / 1990. Das Aufenthaltsgesetz gilt nicht für Unionsbürger und für Angehörige diplomatischer und konsularischer Dienste.
§ 1 (Satz 1 bis 4) lautet
„Das Gesetz dient der Steuerung und Begrenzung des Zuzugs von Ausländern in die Bundesrepublik Deutschland. Es ermöglicht und gestaltet Zuwanderung unter Berücksichtigung der Aufnahme- und Integrationsfähigkeit sowie der wirtschaftlichen und arbeitsmarktpolitischen Interessen der Bundesrepublik Deutschland. Das Gesetz dient zugleich der Erfüllung der humanitären Verpflichtungen der Bundesrepublik Deutschland.“
Es enthält u. a. Bestimmungen zur Einreise, zum Aufenthalt, zur Erwerbstätigkeit und zu Integrationsrechten und -pflichten von Ausländern.

#### Schaffung des Freizügigkeitsgesetzes/EU
Artikel 2 des Zuwanderungsgesetzes enthält das Gesetz über die allgemeine Freizügigkeit von Unionsbürgern (Freizügigkeitsgesetz/EU). Dieses regelt die Einreise und den Aufenthalt von Unionsbürgern, also von Personen, welche die Staatsangehörigkeit eines EU-Mitgliedsstaats besitzen, sowie ihren Familienangehörigen, neu. Es ersetzte damit das Aufenthaltsgesetz/EWG von 1980.

#### Änderungen des AsylVfG (jetzt: AsylG), des StAG, des BVFG und des AsylbLG
Durch Artikel 3 bis 12 des Zuwanderungsgesetzes wurden unter anderem folgende Gesetze geändert:
- Asylverfahrensgesetz, mit Wirkung vom 24. Oktober 2015 in Asylgesetz umbenannt
- Staatsangehörigkeitsgesetz
- Bundesvertriebenengesetz
- Asylbewerberleistungsgesetz

Mit diesen Änderungen sollen die Durchführung des Asylverfahrens gestrafft und beschleunigt sowie dem Missbrauch des Asylverfahrens entgegengewirkt werden.

### Neuregelung des Aufenthaltstitels
Das Aufenthaltsgesetz regelt die Systematik der Aufenthaltstitel neu. An Stelle der früheren Bezeichnungen Aufenthaltserlaubnis, ‑bewilligung, ‑befugnis und ‑berechtigung treten
- die Aufenthaltserlaubnis – die stets befristet ist, und
- die Niederlassungserlaubnis – die stets unbefristet ist.

Anders als früher wird der Zweck des Aufenthalts, für den der Aufenthaltstitel erteilt worden ist, unter Angabe des jeweiligen Gesetzesparagrafen und Absatzes des Aufenthaltsgesetzes (AufenthG) immer in der Aufenthaltserlaubnis angegeben (Beispiel: „§ 28 Abs. 1 Nr. 1 AufenthG“ für eine Aufenthaltserlaubnis, die im Rahmen des Ehegattennachzuges zu einem Deutschen erteilt wurde). Insgesamt kennt das Aufenthaltsgesetz etwa 60 verschiedene Aufenthaltszwecke.
Ein Aufenthaltsstatus kann zudem – wie bisher – durch
- das Visum (§ 6 AufenthG),
- die Duldung (§ 60a AufenthG) – die kein Aufenthaltsrecht vermittelt, sondern nur die Aussetzung der Abschiebung bescheinigt,
- die Aufenthaltsgestattung nach dem Asylgesetz – für Asylbewerber, über deren Antrag noch nicht rechtskräftig entschieden wurde,

bescheinigt werden.
Schließlich können nach dem Freizügigkeitsgesetz/EU
- die Freizügigkeitsbescheinigung (am 28. Januar 2013 abgeschafft) sowie
- die Aufenthaltskarte für aus einem Drittstaat stammende Familienangehörige von EWR-Bürgern (Beispiel: die japanische Ehefrau eines in Deutschland lebenden französischen Studenten)

erteilt werden.
Schweizer Bürger erhalten, nachdem der Beitritt der Schweiz zum EWR aufgrund des Referendums vom 6. Dezember 1992 scheiterte, aufgrund des Freizügigkeitsabkommens EG-Schweiz vom 21. Juni 1999 eine Aufenthaltserlaubnis mit dem besonderen Eintrag Aufenthaltserlaubnis-CH.

### Regelungen der arbeitserlaubnisrechtlichen Seite im Aufenthaltstitel
Das Arbeitserlaubnisrecht wird durch Zuwanderungsgesetz nicht mehr im Sozialgesetzbuch III („Arbeitsförderung“), sondern im Aufenthaltsgesetz geregelt. Die Arbeitserlaubnis wird von der Ausländerbehörde (und nicht mehr von der Arbeitsagentur) erteilt und wird mit Erteilung des Aufenthaltstitels in den Aufenthaltstitel eingetragen. Dabei wird unterschieden zwischen einer „Beschäftigung“ als Arbeitnehmer und einer selbständigen Erwerbstätigkeit. In den meisten Fällen trägt die Ausländerbehörde den Vermerk „Erwerbstätigkeit gestattet“ in den Aufenthaltstitel ein, was die unbeschränkte Erlaubnis zu Beschäftigungen jeder Art sowie zur selbständigen Tätigkeit umfasst (§ 2 Abs. 2 Aufenthaltsgesetz).
In einigen Fallgruppen muss die Ausländerbehörde jedoch vor der Erlaubnis einer Beschäftigung erst die Zustimmung der Bundesagentur für Arbeit einholen, die nach einer Prüfung des Arbeitsmarktes und der Arbeitsbedingungen, zu denen der Ausländer tätig werden möchte, darüber entscheidet, ob die Ausübung einer Beschäftigung erlaubt werden kann und ob diese Erlaubnis von Beschränkungen (etwa zur Art der ausgeübten Tätigkeit oder dem Arbeitgeber) abhängig gemacht wird. Die Ausländerbehörde erteilt dann gegebenenfalls nur eine entsprechend beschränkte Erlaubnis zur Beschäftigung.

### Neuzuwanderung
Die nach der Gesetzesänderung neu hinzukommende Zuwanderung von Arbeitskräften wurde – wie zuvor – weitgehend durch Rechtsverordnungen geregelt, die nicht durch das Zuwanderungsgesetz, sondern in besonderen Verordnungsverfahren erlassen worden waren. Die nach dem Aufenthaltsgesetz ergangene Beschäftigungsverordnung und die Beschäftigungsverfahrensverordnung ersetzten die frühere „Anwerbestoppausnahmeverordnung“ und die „Arbeitsgenehmigungsverordnung“. Der Personenkreis der Neuzuwanderer waren weitgehend identisch geblieben mit dem nach früherem Recht.
Am 1. Juli 2013 trat eine (neue) Beschäftigungsverordnung in Kraft, welche die frühere Beschäftigungsverordnung und die frühere Beschäftigungsverfahrensverordnung ablöste.

### Beschäftigungsmöglichkeiten im Anschluss an eine Hochschulausbildung
Neu war, dass zum Zweck des Studiums eingereiste ausländische Studierende in Deutschland bleiben können, wenn sie hier nach dem Studium eine entsprechend qualifizierte Arbeitsstelle finden. Hierfür kann ihnen ein Zeitraum von 18 Monaten zur Suche eines dem Abschluss angemessenen Arbeitsplatzes eingeräumt werden, währenddessen voller Zugang zum Arbeitsmarkt besteht. Die Arbeitserlaubnis wurde früher erst nach einer „Arbeitsmarktprüfung“ erteilt. Eine Arbeitsmarktprüfung durch die Bundesagentur für Arbeit findet bei Absolventen deutscher Hochschulen nicht mehr statt.

### Sprachförderung, Integrationskurse
Ebenfalls von der Arbeitsagentur zur Ausländerbehörde gewechselt ist die Zuständigkeit für die Entscheidung über die Teilnahmeberechtigung an einer Maßnahme zur „Sprachförderung“ (Deutschkurse, 600 Stunden), die zusammen mit den „Orientierungskursen“, welche Kenntnisse zu Staat, Gesellschaft und Geschichte vermitteln sollen (100 Stunden), die Integrationskurse bilden. Die Sprachförderung war früher im Sozialrecht (§ 419 ff. SGB III – Arbeitsförderung) geregelt, während sie nunmehr Bestandteil des Aufenthaltsrechts geworden sind (§§ 43 ff. AufenthG).
Neu war, dass neben einer Teilnahmeberechtigung in begründeten Einzelfällen auch eine Teilnahmeverpflichtung festgelegt werden kann. Für die Zulassung Teilnahmeberechtigter sowie – im Falle frei bleibender Plätze – gegebenenfalls sonstiger Ausländer zu den Kursen, für die Vergabe der Fördermittel und die Konzeption der Kurse ist das Bundesamt für Migration und Flüchtlinge (BAMF) zuständig, das aus dem bisherigen Bundesamt für die Anerkennung ausländischer Flüchtlinge hervorgegangen ist (§ 75 AufenthG), das durch das Zuwanderungsgesetz umbenannt wurde. Näheres zu den Integrationskursen regelt die Integrationskursverordnung.

### Änderungen im Flüchtlingsrecht
Im Gegensatz zur früheren Rechtsauslegung, wonach der Status als Flüchtling nach der Genfer Flüchtlingskonvention nur bei staatlicher Verfolgung gewährt wurde, kann nach § 60 Abs. 1 Aufenthaltsgesetz eine relevante Verfolgung nunmehr auch dann anerkannt werden, wenn die Verfolgung von Parteien und Organisationen ausgeht, die den Staat oder wesentliche Teile des Staatsgebietes beherrschen sowie von nichtstaatlichen Akteuren, soweit die Vorgenannten nicht willens oder in der Lage sind, entsprechenden Schutz vor Verfolgung zu bieten. Auch eine fortgeschrittene Bürgerkriegssituation kann, falls keine inländische Fluchtalternative existiert, ein Aufenthaltsrecht begründen. Neu ist auch die geschlechtsspezifische Verfolgung und die Berücksichtigung nichtstaatlicher Verfolgungshandlungen. So ist es beispielsweise zu berücksichtigen, wenn ein Antragsteller von Familienangehörigen gerade wegen des Geschlechts verfolgt wird.

### Einführung von Härtefallkommissionen
Das Gesetz ermöglichte es erstmals, dass die Bundesländer eigene Härtefallkommissionen einrichten und normierte damit eine Rechtsgrundlage für eine Aufenthaltserlaubnis aufgrund des Ersuchens einer Härtefallkommission (§ 23a AufenthG). Die Entscheidung über ein Aufenthaltsrecht für Ausländer wird damit faktisch von einer Initiative einer Stelle außerhalb der Verwaltung abhängig gemacht. Die Entscheidung über die Erteilung einer solchen Aufenthaltserlaubnis auf Ersuchen einer Härtefallkommission bleibt jedoch bei der zuständigen Ausländerbehörde bzw. der übergeordneten Behörde (= Innenministerium). Ende 2006 haben alle Länder – zuletzt auch Bayern – Härtefallkommissionen eingerichtet.

### Unverändert gebliebene Regelungen
Etwa zwei Drittel der Regelungen des Aufenthaltsgesetzes wurden weitgehend unverändert aus dem früheren Ausländergesetz übernommen, geändert hat sich oft nur die Ziffer des jeweiligen Paragrafen. Dies betrifft etwa die besonderen Straf- und Bußgeldvorschriften bei Verstößen gegen das Ausländerrecht, die Regelungen über die Abschiebehaft, die Regelungen über die Ausweisung oder zur Durchsetzung der Ausreisepflicht.

## Vorgeschichte
De facto hat es schon immer Einwanderung nach Deutschland gegeben (neben der Auswanderung). Sie wurde aber nicht geregelt, und zwar durchaus bewusst, weil dies von der politischen Führung so gewollt war. Tatsächlich erfolgende Einwanderung wurde daher mit Ad-hoc-Regelungen gesteuert und offiziell nicht als Einwanderung angesehen:
- Das Grundgesetz, die bundesdeutsche Verfassung von 1949, kennt das Asylrecht für politische Verfolgte. Es wurde wegen der Verfolgungen in der Zeit des Nationalsozialismus aufgenommen.

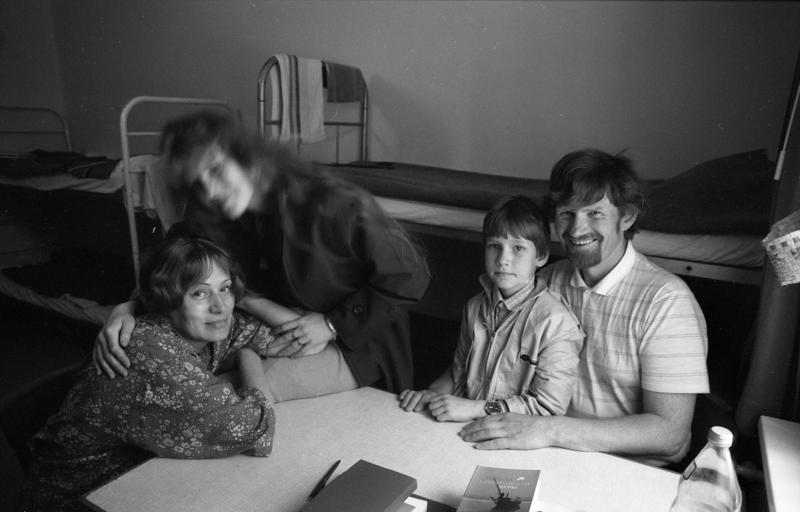
Eine russlanddeutsche Familie aus Sibirien in einem bundesdeutschen Auffanglager, 1988

- Der Zuzug von etwa 12 Millionen Deutschen am Ende des Zweiten Weltkriegs ist keine Einwanderung, da es sich hier um Deutsche handelt, die aus vormals deutschen Gebieten vertrieben wurden oder flüchteten. Zwar wurden auch Deutsche aus damals nicht zu Deutschland gehörenden Gebieten vertrieben (Freie Stadt Danzig, Polen, Litauen, Sowjetunion usw.), aber hier handelte es sich um Menschen, die explizit wegen ihrer deutschen Volkszugehörigkeit vertrieben wurden. Etwas anders, aber politisch ähnlich verhält es sich mit den in späteren Jahren nach Deutschland gekommenen Spätaussiedlern, die zwar oft keine aktuelle Bindung mehr zum deutschen Kulturkreis haben, die aber nach seit 1949 geltendem Recht (Art. 116 GG) als Menschen deutscher Volkszugehörigkeit Anspruch auf die deutsche Staatsangehörigkeit haben und deswegen unter bestimmten Bedingungen einwandern können.

- Im Zusammenhang mit dem wirtschaftlichen Aufschwung der Bundesrepublik beim Wiederaufbau nach dem Zweiten Weltkrieg wurden ab 1955 sogenannte Gastarbeiter als zusätzliche Arbeitskräfte angeworben. Dies geschah unter der bis zum Anwerbestopp 1973 erhaltenen Regel mit dem Namen „Rotation“, die besagte, dass die Menschen nur vorübergehend in Deutschland bleiben und spätestens mit Eintritt in die Rente in ihre Heimatländer zurückkehren sollten.

In den 1990er-Jahren zeigte sich, dass die bisherigen Regelungen viele Mängel aufwiesen. Insbesondere zwangen sie durch ihren weitgehenden Ausschluss legaler Einwanderungsmöglichkeiten, Menschen auf das wesentliche verbliebene Schlupfloch zur Erlangung einer Aufenthaltsgenehmigung auszuweichen, das Asylrecht. Um die als groß empfundene Zahl vermeintlicher oder echter so genannter „Scheinasylanten“ abzuwehren, wurde die Praxis des Asylrechts verschärft.
Weiterhin klagten viele Wirtschaftsunternehmen, insbesondere in wirtschaftlich florierenden Branchen wie der Informationstechnologie, aber auch in Branchen mit sehr niedrigem Lohnniveau wie der Landwirtschaft, dass sie nicht genügend deutsche Arbeitskräfte finden könnten und es kaum legale Möglichkeiten gebe, solche Arbeitskräfte aus dem Ausland anzuwerben. Der immer noch gültige Anwerbestopp von 1973 schiebt derartigen Maßnahmen einen gesetzlichen Riegel vor.
Das Ausländerrecht war in der Bundesrepublik Deutschland zunächst durch die nach 1945 weiter geltende Ausländerpolizeiverordnung von 1938 geregelt, die 1965 durch ein erstes Ausländergesetz („Ausländergesetz 1965“) ersetzt wurde. Am 1. Januar 1991 trat dann in beiden Teilen Deutschlands das grundlegend reformierte „Ausländergesetz 1990“ in Kraft, das zum 1. Januar 2005 durch das Aufenthaltsgesetz ersetzt wurde.
Das Asylrecht war in Deutschland seit 1949 ursprünglich durch Art. 16 Grundgesetz gewährleistet. Das Asylverfahren richtete sich zunächst nach der Asylverordnung von 1953, seit 1965 nach den § 28 ff. des Ausländergesetzes 1965, seit 1982 bis heute nach dem Asylverfahrensgesetz, das mit Wirkung vom 24. Oktober 2015 in Asylgesetz umbenannt wurde. 1993 wurde das Asylrecht in Art. 16 durch Art. 16a Grundgesetz ersetzt und hierdurch sowie durch zahlreiche Änderungen des Asylgesetzes erheblich eingeschränkt.
Um die Mängel der komplizierten Ausländergesetzgebung zu beheben und der Tatsache Rechnung zu tragen, dass Deutschland de facto seit den 1960er Jahren ein Einwanderungsland mit einem Bevölkerungsanteil von knapp neun Prozent Ausländern geworden ist, wurde von der Bundesregierung im Jahr 2000 die „Unabhängige Kommission Zuwanderung“ (so genannte Süssmuth-Kommission) eingesetzt. Sie legte nach einjähriger Diskussion im Juli 2001 einen Bericht mit umfangreichen Vorschlägen für eine Zuwanderungsgesetzgebung vor. Bereits wenige Wochen später legte das Bundesinnenministerium den Referentenentwurf des „Zuwanderungsgesetzes“ vor, der jedoch nur einen Teil der Vorschläge der Süssmuth-Kommission aufgriff und insgesamt erheblich restriktiver gefasst war. Diese Vorlage wurde zwischen den Koalitionspartnern SPD und Grüne diskutiert und im März 2002 von Bundestag und Bundesrat verabschiedet. Am 25. Juni erfolgte die förmliche Verkündung des Gesetzes (BGBl. I S. 1946), das überwiegend zum 1. Januar 2003 in Kraft treten sollte.
Nachdem wegen des uneinheitlichen Abstimmungsverhaltens des Landes Brandenburg das Bundesverfassungsgericht den Bundesratsbeschluss und damit das Gesetz an sich für ungültig erklärt hatte (BVerfGE – 2 BvF 1/02 – vom 18. Dezember 2002, BGBl. 2003 I S. 126), wurde der Entwurf im Vermittlungsausschuss zwischen SPD, Grünen, CDU/CSU und FDP erneut verhandelt. Infolge der wirtschaftlichen Rezession ist seitdem die Arbeitslosigkeit nicht nur bei Informatikern, Ingenieuren und Naturwissenschaftlern, deren Zuzug aus dem Ausland durch das Zuwanderungsgesetz gefördert werden sollte, wieder angestiegen. Unter anderem führte dies dann in der weiteren Diskussion im Vermittlungsausschuss dazu, dass auf die im Gesetz ursprünglich vorgesehenen Möglichkeiten für Neuzuwanderer weitgehend verzichtet wurde.

## Chronologie
- Der Entwurf wird am 3. August 2001 von Bundesinnenminister Otto Schily dem Bundeskabinett vorgelegt.
- Am 7. November 2001 beschließt das Bundeskabinett den Gesetzentwurf.
- Am 1. März 2002 wurde das Gesetz vom Bundestag verabschiedet.
- Am 22. März 2002 wird das Gesetz dem Bundesrat vorgelegt: Das Gesetz ist wegen der enthaltenen Bestimmungen über das Verwaltungsverfahren ein zustimmungsbedürftiges Gesetz. Der damalige Bundesratspräsident Klaus Wowereit erklärt das Gesetz vom Bundesrat für angenommen; aufgrund des genauen Verlaufs der Abstimmung allerdings war hoch umstritten, ob die Mehrheit für das Gesetz verfassungsgemäß zustande kam. Bei der Unterzeichnung des Gesetzes am 20. Juni 2002 durch Bundespräsident Johannes Rau übt dieser scharfe Kritik an der Vorgehensweise der Parteien.
- Am 18. Dezember 2002 erklärt das Bundesverfassungsgericht auf Antrag CDU/CSU-regierter Bundesländer die Bundesratsabstimmung vom 22. März für ungültig. In seinem Urteil kritisierte das Gericht, dass der damalige SPD-Bundesratsvorsitzende Klaus Wowereit die Stimmen Brandenburgs für gültig erklärt hatte. Alwin Ziel (SPD) hatte mit ja, CDU-Innenminister Jörg Schönbohm aber mit nein abgestimmt. Ein Land muss aber einheitlich abstimmen, damit seine Stimmen mitgenommen werden können. Wowereit hatte wiederholt nachgefragt und schließlich das Votum als Zustimmung interpretiert, als Schönbohm nicht mehr antwortete. In der SPD-CDU-Koalition Brandenburgs war das Gesetz umstritten.
- Im Januar 2003 legt die Bundesregierung das Gesetz ohne inhaltliche Veränderung erneut dem Bundestag vor, der es erneut beschließt.

Ebenfalls im Januar erlässt die Bundesregierung Verordnungen, um diejenigen Teile des Gesetzes umzusetzen, die nicht der Zustimmung des Bundesrates bedürfen.
- Am 20. Juni 2003 lehnt der Bundesrat, in dem aufgrund zwischenzeitlicher Wahlen nun die CDU/CSU-geführten Länder eine deutliche Mehrheit haben, das Gesetz ab.

Wie in solchen Fällen zwingend vorgeschrieben, wird ein Vermittlungsverfahren im gemeinsamen Vermittlungsausschuss von Bundestag und Bundesrat eingeleitet.
- Am 10. Oktober 2003 setzt der Vermittlungsausschuss wegen mangelnder Einigung eine Arbeitsgruppe ein. Diese Arbeitsgruppe tagt am 14. November und 28. November und am 11. Dezember 2003. Am 16. Januar 2004 tagt die Arbeitsgruppe zum letzten Mal.
- Am 1. Juli 2004 wird das Gesetz erneut vom Bundestag verabschiedet. Der Bundesrat stimmt am 9. Juli 2004 zu, der Bundespräsident fertigt es am 30. Juli 2004 aus. Das Gesetz wird am 5. August im Bundesgesetzblatt (BGBl I S. 1950) verkündet. Es tritt am 1. Januar 2005 in Kraft.
- Am 18. März 2005 tritt ein 1. Änderungsgesetz zum Aufenthaltsgesetz in Kraft. Ein 2. Änderungsgesetz ist in Arbeit, es soll die – teils bereits überfällige – Anpassung des Ausländer- und Asylrechts an verbindliche Vorgaben (Richtlinien) der Europäischen Union vornehmen.
- Am 28. März 2007 beschließt das Bundeskabinett die Reform des Zuwanderungsgesetzes mit dem unter anderem aufenthalts- und asylrechtliche Richtlinien der Europäischen Union in nationales Recht umgesetzt werden sollen. Darüber hinaus beinhaltet der Gesetzentwurf eine integrationsorientierte Anpassung des Ehegattennachzugs, mit der ein Mindestalter gefordert sowie der Nachweis einfacher Sprachkenntnisse vor der Einreise eingeführt werden. Für geduldete Ausländer mit einem Aufenthalt von acht bzw. sechs Jahren wird eine gesetzliche Altfallregelung in Form einer einmaligen Stichtagsregelung geschaffen, die die von der Innenministerkonferenz beschlossene Bleiberechtsregelung ergänzt.
- Am 27. April 2012 verabschiedet der Bundestag den Gesetzentwurf der Bundesregierung zur Umsetzung der Hochqualifizierten-Richtlinie der Europäischen Union (siehe Blaue Karte EU), um eine erleichterte Zuwanderung ausländischer Fachkräfte nach Deutschland zu ermöglichen.[7]

## Kritik
Es wird kritisiert, dass Integration von staatlicher Seite besser gefördert werden sollte, etwa durch Sprachkurse, Kultureinrichtungen, Eingliederungsprogramme und Nachbarschaftsprojekte, und dass die behauptete Ghettobildung am besten durch Schaffung von angemessenen und bezahlbaren Wohnraum und vernünftig bezahlte Arbeitsplätze angehalten werden könnte. Kritikern zufolge stellt die Bundesregierung dafür jedoch zu wenig Geld zur Verfügung.
So wurden die ab 2005 über das „Bundesamt für Migration und Flüchtlinge“ (BAMF) für die Integrationskurse nach dem Zuwanderungsgesetz verteilten Gelder gegenüber den bis 2004 für über den „Sprachverband“ sowie nach dem Sozialgesetzbuch III verteilten Geldern für Deutschkurse für ausländische Migranten bis 2015 nicht erhöht. Die Regeln für die Teilnahme wurden geändert und stärker bürokratisiert, die Administration an das BAMF gegeben, die Zahl der Kurse aber nicht erhöht. Die Zahl der Kursteilnehmer ist von 130.728 im Jahre 2005 zunächst auf 88.629 im Jahre 2010 zurückgegangen und erst 2014 mit 142.439 Teilnehmern wieder auf das ursprüngliche Niveau angestiegen. Erst mit der Neuorganisation des BAMF im Zuge der Flüchtlingskrise 2015 erhöhte sich die Zahl der Kursteilnehmer auf 179.398. Die Zahl der ausgestellten Berechtigungen war in allen Jahren etwa um die Hälfte größer, was die bereits 2005 erhobene Kritik bestätigte, dass die Zahl der Integrationskurse nicht dem Bedarf entsprechend aufgestockt worden war.
Lange Zeit hatten die meisten Ausländer, die an einem Deutschkurs teilnehmen wollten, nach dem Zuwanderungsgesetz jedoch keinen Anspruch darauf, da nach dem Gesetz die Teilnahmeberechtigung grundsätzlich auf die – wenigen – Neuzuwanderer beschränkt war: § 44 Abs. 1 Aufenthaltsgesetz regelte, dass nur der einen Anspruch auf Teilnahme hat, der „erstmals“ einen der dort genannten Aufenthaltstitel erhielt. Auch wer „erstmals“ einen Aufenthaltstitel erhielt, hatte keinen Anspruch, wenn dieser Titel aus einem anderen als den in § 44 Abs. 1 Aufenthaltsgesetz genannten Gründen erteilt wurde, etwa aus den humanitären Gründen der §§ 22, 23, 23 a oder 25 Abs. 3 bis 5 Aufenthaltsgesetz.
Die angekündigte Öffnung Deutschlands für neue Zuwanderer hat mit dem Gesetz nicht stattgefunden. Die entsprechenden Rechtsverordnungen (Beschäftigungsverordnung, Beschäftigungsverfahrensverordnung) begrenzen die Möglichkeiten für Neuzuwanderer ziemlich genau auf den Personenkreis, der auch schon nach den entsprechenden Verordnungen nach altem Recht (Arbeitsgenehmigungsverordnung, Anwerbestoppausnahmeverordnung) zuwandern durfte (Beispiel: Spitzensportler, Spezialitätenköche, hochqualifizierte wissenschaftliche Fachkräfte). Faktisch nahm die Zuwanderung neuer Fach- und Spitzenkräfte nach Deutschland im Jahr 2005 gegenüber dem Vorjahr sogar ab.
Aus humanitären Gründen (Härtefallregelung u. a.) dauerhaft bleibeberechtigte Ausländer blieben nach den einschlägigen Regelungen des Zuwanderungsgesetzes bzw. des sich daraus ableitenden Sozialrechts in vielen Fällen von staatlichen Integrationsleistungen (Deutschkurse, Kindergeld, Ausbildungsförderung) ausgeschlossen.
Mit dem Inkrafttreten des Asylverfahrensbeschleunigungsgesetz zum 24. Oktober 2015 wurden Integrationskurse für einen weiteren Personenkreis geöffnet: Zugang haben seitdem auch Asylbewerber und Geduldete, sofern sie eine gute Bleibeperspektive haben (siehe auch: Integration von Zugewanderten#Integrationspolitik). Zum Integrationskurs gehört auch ein Deutschkurs.
Weiterhin gelten Einschränkungen (Abschiebehaft, Residenzpflicht für Asylbewerber und Geduldete, Abschiebungshaft und Ausweisungmöglichkeiten, hohe formale Anforderungen für den Ehegattennachzug zu Ausländern und Deutschen usw.). Zum Teil wurden die Einschränkungen verschärft.
Auch die „Kettenduldung“ blieb, die Kritikern zufolge eine Integration erschwert oder verhindert. Ende 2005 lebten nach wie vor etwa 200.000 Ausländer mit einer Bescheinigung über die „Aussetzung der Abschiebung“ (Duldung) in Deutschland, manche davon bereits über mehr als 10 Jahre.
Trotz Aufnahme der „nichtstaatlichen“ und der „geschlechtsspezifischen“ Verfolgung als zusätzliche Gründe für eine Flüchtlingsanerkennung wurde in Deutschland 2005 bundesweit nur etwa 2500 Asylsuchenden der Flüchtlingsstatus nach dem Grundgesetz oder der Genfer Flüchtlingskonvention zuerkannt. Die Anerkennungsquote lag 2005 bei etwa 5 % und ist damit eine der niedrigsten in Europa. Zugleich wurde im Jahr 2005 aber mehr als 11.000 Flüchtlingen – davon über 7000 aus dem Irak – dieser Status wieder entzogen (so genannte „Widerrufsverfahren“).
Deutschland hat somit insgesamt gesehen 2005 eine rückläufige Flüchtlingsanerkennungsquote gehabt. Der UNHCR hat Deutschland wegen seiner Asylwiderrufspraxis scharf kritisiert.
Als Problem sehen Kritiker außerdem, dass Ausländer, die mit Deutschen verheiratet sind, vor der Einreise nach Deutschland einen Sprachnachweis vorlegen müssen. Dadurch werde der Nachzug des Ausländers und eine normale Aufnahme der Ehe – zumindest zeitweilig – verhindert. Einige Experten sehen darin einen Verstoß gegen Artikel 6 GG (Schutz der Ehe). Da insbesondere Ehepartner aus Drittstaaten von EWR-Bürgern den Sprachnachweis vor der Einreise nicht vorlegen müssen, wird oft auch von einer Inländerdiskriminierung gesprochen.